# قشلاق صومعه (کلیبر)
قشلاق صومعه یکی از روستاهای استان آذربایجان شرقی است که در دهستان قشلاق بخش آبش‌احمد شهرستان کلیبر واقع شده‌است.